# نادي كرة القدم بالمظيلة
نادي كرة القدم بالمظيلة هو فريق كرة قدم تونسي تأسس عام 1921 في مدينة المظيلة ، ولاية قفصة يلعب هذا الفريق في الرابطة التونسية الثالثة لكرة القدم في موسم 2019 - 2020.

## وصلات خارجية
- صفحة نادي كرة القدم بالمظيلة على موقع كوووة.